# La Grande Vie (film, 2009)
Pour les articles homonymes, voir La Grande Vie.
Pour plus de détails, voir Fiche technique et Distribution.
La Grande Vie est une comédie française réalisée par Emmanuel Salinger, écrite par Pascal Bonitzer et Christine Dory, sortie le 4 novembre 2009.

## Synopsis
Grégoire Spielmann a quarante ans et est professeur de philosophie. Un concours de circonstances l’amène à rencontrer Patrick, animateur vedette de télévision. Les deux bouleversent leurs vies respectives.

## Fiche technique
Source IMDb
- Titre : La Grande Vie
- Réalisation : Emmanuel Salinger, assisté de Virginie Legeay
- Scénario : Pascal Bonitzer, Christine Dory
- Photographie : Stephan Massis
- Montage : Simon Jacquet
- Musique : Pierre Bertrand
- Société de Production : Les Films du poisson, Rhône-Alpes Cinéma, Arcapix
- Producteur : Gilles-Marie Tine
- Directeur de Production : Mat Troi Day
- Pays d'origine :  France
- Langue : français
- Format : Couleur - 2,35:1 - 35 mm
- Durée : 85 minutes
- Genre : comédie
- Année de production : 2008
- Dates de sortie : 
  - France : 4 novembre 2009

## Distribution
Source IMDb
- Laurent Capelluto : Grégoire Spielmann
- Michel Boujenah : Patrick Lefrançois
- Maurice Bénichou : Kowalski
- Hélène Fillières: Véronique
- Bernard Le Coq : Mascrier
- Céline Sallette : Aurélia
- Frédérique Bel : Odile
- Louise Blachère : Lucie
- Philippe Duquesne : Jean-Bernard
- Jérémie Elkaïm : Damien Demorvaux
- Dan Herzberg : le beau gosse parking
- Liliane Rovère  : la mère de Véronique
- Marina Tomé : Mme Papillon, proviseur
- Emmanuel Salinger : Serge
- Zazon : Alex, la chroniqueuse du plateau
- Michel Muller : Félix, le chroniqueur du plateau